# دارن کیهیل
دارن کیهیل (انگلیسی: Darren Cahill؛ زاده ۲ اکتبر ۱۹۶۵) یک تنیس‌باز اهل استرالیا است.